# Mammilloydia
Mammilloydia és un gènere de cactàcies que contenen l'espècie única Mammilloydia candida.

## Descripció
Mammilloydia candida és de color verd, globós, però amb l'edat es torna gairebé cilíndric. Es pot arribar a un diàmetre d'uns 15 centímetres i una altura d'uns 30 centímetres. Com és habitual en el gènere Mammillaria, aquesta planta no té costelles. Les flors són de color rosa o blanc. La planta està coberta per pèls fins blanc. Les espines són curtes, molt nombroses, generalment de color blanc neu o marró.

## Distribució i hàbitat
Aquesta espècie creix a Mèxic (Coahuila, Nuevo León, San Luis Potosí i Tamaulipas).
L'hàbitat natural de Mammilloydia candida és el desert. Creix en els matolls d'arbustos xeròfils en sòls calcaris, a una altitud de 500–2,500 metres per sobre el nivell del mar.

## Taxonomia
Mammilloydia candida va ser descrita per (Michael Joseph François Scheidweiler) Franz Buxbaum i publicat a Oesterreichische Botanische Zeitschrift 98: 65, a l'any 1951.
Etimologia
Mammilloydia: nom genèric que deriva de la combinació de Mammillaria i Neolloydia que són similars.
candida: epítet llatí que significa "blanc brillant, enlluernador, blanc, clar, brillant".